# Comité d'enquête sur la surveillance électronique de masse de citoyens de l'Union européenne
Le comité d'enquête sur la surveillance électronique de masse de citoyens de l'Union européenne a été créé le 4 juillet 2013 par le Parlement européen à la suite des nombreuses révélations d'Edward Snowden sur les programmes de surveillance de la National Security Agency (NSA).

## Présentation
Dans sa résolution (2013/2682) du 4 juillet 2013, le Parlement européen a chargé la commission des libertés civiles, de la justice et des affaires intérieures de mener une enquête approfondie sur ce sujet en collaboration avec les parlements nationaux et un groupe d'experts afin de lui faire rapport d'ici la fin de l'année 2013. Ce comité a notamment pour objectifs :
- de rassembler des preuves et toutes les informations pertinentes ;
- d'enquêter sur les activités de surveillance présumées des autorités américaines ainsi que celles menées par certains États membres ;
- d'évaluer l'impact des programmes de surveillance à l'égard des droits fondamentaux des citoyens européens, notamment la protection des données, le respect de la vie privée, la liberté d'expression et la présomption d'innocence, ainsi que la sécurité de l'Union européenne dans l'ère du cloud computing, tout comme la valeur ajoutée et la proportionnalité de ces programmes vis-à-vis de la lutte contre le terrorisme.
- d'explorer les recours en cas de confirmation des violations ;
- de formuler des recommandations afin d'assurer un haut niveau de protection des données personnelles des citoyens européens et de renforcer la sécurité des systèmes d'information des institutions européennes.

Le rapporteur de cette commission, nommé le 5 septembre 2013, est le député européen britannique Claude Moraes.
Les membres de la commission des libertés civiles du Parlement européen ont pour objectif d'inviter des représentants des autorités américaines, des experts en programme de surveillance électronique et en protection de la vie privée, des représentants des autorités de protection des données, ainsi que des représentants des parlements dans les États membres de l'Union européenne afin de participer à une série d'au moins douze audiences publiques d'ici la fin 2013.
En marge des auditions, plusieurs études doivent être confiées à des experts « sur les programmes de surveillance menés par les USA et certains États européens et sur le suivi des recommandations faites par le Comité Echelon ».

## Travaux du comité
- Le 5 septembre 2013, le comité a échangé avec les journalistes qui ont contribué à rendre publics les programmes de surveillance de masse : le journaliste français Jacques Follorou, le chercheur en sécurité informatique Jacob Appelbaum, le rédacteur en chef du journal britannique du Guardian Alan Rusbridger. Le comité a ensuite effectué un suivi de recommandations issues de la commission temporaire sur le système d'interception Echelon de 2001, avec le journaliste Duncan Campbell[5]. À cette occasion, le secrétariat a recensé les instruments juridiques dont disposent les États-Unis pour l'accès et la surveillance électronique des citoyens de l'Union européenne (section 702 du Foreign Intelligence Surveillance Act amendé en 2008, section 2015 du USA PATRIOT Act de 2001, Executive Order 12333 de 1981 et Electronic Communications Privacy Act (en) de 1986)[6].

- Le 24 septembre 2013, lors de sa troisième session consacrée à l'enquête, le comité a débattu de l’espionnage présumé des données bancaires européennes SWIFT, des actions à prendre concernant le programme de lutte contre le financement du terrorisme et a échangé avec la société civile américaine et des experts dans le domaine[7]. À cette occasion, Rob Wainwright, le directeur d’Europol, a déclaré qu'il « ne dispose pas d’information ou de preuves pour confirmer ou infirmer les allégations apparues dans les médias au sujet de la NSA »[7]. Par ailleurs, la Commissaire européenne aux Affaires intérieures Cecilia Malmström a déclaré que « si les allégations sont vraies, cela constitue une violation de l’accord » de coopération entre les États-Unis et l’Union européenne dans la lutte contre le financement du terrorisme » et que cette violation « pourrait entraîner la suspension de l’accord »[7].

- Le 30 septembre 2013, le comité a échangé avec des représentants de la société civile américaine et avec des lanceurs d'alerte du domaine de la surveillance (anciens employés de la NSA et des services de renseignement britannique)[8] et de leur protection juridique[9].

- Le 3 octobre 2013, le comité prévoit d'entendre des représentants des autorités britanniques et le superviseur belge chargé de la protection des données, concernant le piratage présumé de l'entreprise belge de télécommunication Belgacom par les services de renseignement britanniques[8],[10].

- Le 18 décembre 2013, le journaliste Glenn Greenwald a participé à la 15e audience publique, en développant notamment les conséquences de ces révélations, l'espionnage économique par les États-Unis et la protection des lanceurs d'alerte et des journalistes[11].

- Le 7 mars 2014, le comité publie le témoignage d'Edward Snowden[12],[13].

## Conclusions
Le 18 décembre 2013, dans le cadre de ses conclusions préliminaires, le comité préconisait:
- que le Parlement européen ne donne son consentement à un accord commercial avec les États-Unis que si celui-ci ne fait aucune référence à la protection des données
- la réforme du cadre US-EU de protection des données d'ici à la fin de 2014 au plus tard
- la suspension des accords Safe Harbor et Terrorist Finance Tracking Program (en) (TFTP)
- le développements d'offres européennes de cloud computing, car l'ensemble des données stockées dans les "clouds" des compagnies américaines peut potentiellement être consulté par la NSA
- la possibilité pour les citoyens de l'UE d'avoir un recours judiciaire
- l'utilisation de solutions de sécurité informatique au niveau européen de type open source et de chiffrement

Le 8 janvier 2014, le rapporteur du comité a présenté son avant-projet de rapport,. 521 amendements avaient été déposés, à la suite de la publication de l'avant-projet.
Le rapport final est adopté le 12 mars 2014, lors d'une séance du Parlement Européen à Strasbourg.

### Vidéographie
- (en) Présentation de l'avant projet du rapport (durée: 1 heure 22 minutes), le 8 janvier 2014, par le rapporteur Claude Moraes devant la commission, (Youtube)
- (en) 15e audition publique du comité d'enquête (durée: 3 heures 48 minutes), le 18 décembre 2013, avec notamment une interview en direct de Glenn Greenwald (Youtube)
- (en) Première audition publique du comité d'enquête (durée: 3 heures 26 minutes), le 7 septembre 2013, avec Jacques Follorou, Jacob Appelbaum, Alan Rusbridger et Duncan Campbell (Youtube)